# パク・ボゴム
パク・ボゴム（朝: 박보검、漢字: 朴寶劍、新字体: 朴宝剣、1993年6月16日 - ）は、韓国の俳優、歌手。THE BLACK LABEL所属。

## 来歴
本貫は潘南朴氏。高校2年生の時にインターネット上にピアノの弾き語りを公開したところ注目を集め、芸能事務所にスカウトされる。2011年に映画『ブラインド』で俳優デビュー。
2014年、ドラマ『のだめカンタービレ～ネイルカンタービレ』で指揮者に転向する天才チェリスト、イ・ユヌを演じる。2015年、若手俳優の登竜門となった「応答せよ」シリーズの第3弾『恋のスケッチ〜応答せよ1988〜』に出演しブレイクを果たす。同年5月から1年間、Red Velvetのアイリーンと共に音楽番組『ミュージックバンク』のMCも務めた。
2016年、主演ドラマ『雲が描いた月明り』が最高視聴率25.3％を記録し大ヒット。実力を認められると共に、CM起用社数もトップになるなどスターの座に上り詰め、国民の彼氏と呼ばれるようになる。このドラマでは挿入歌「愛しい人」を歌い、 日本でもiTunesのKPOPチャートで1位を獲得した。
2018年、2014年から在籍していた明知大学校のミュージカル学科を卒業した。
2019年3月20日、歌手として日本デビューシングル「Bloomin‘」をリリース。
2020年8月31日、海軍の文化広報兵に志願し入隊。2022年2月21日、新型コロナウイルス感染症の影響を考慮して、残っていた休暇と除隊前の休暇を取得し予定より2ヶ月早く除隊した。
2023年、ドラマ『おつかれさま』にIUと共に主演する事が発表され、これが除隊後復帰作となる。2025年の『グッドボーイ』では初のコメディーアクションに挑んだ。

## 出演

### テレビドラマ

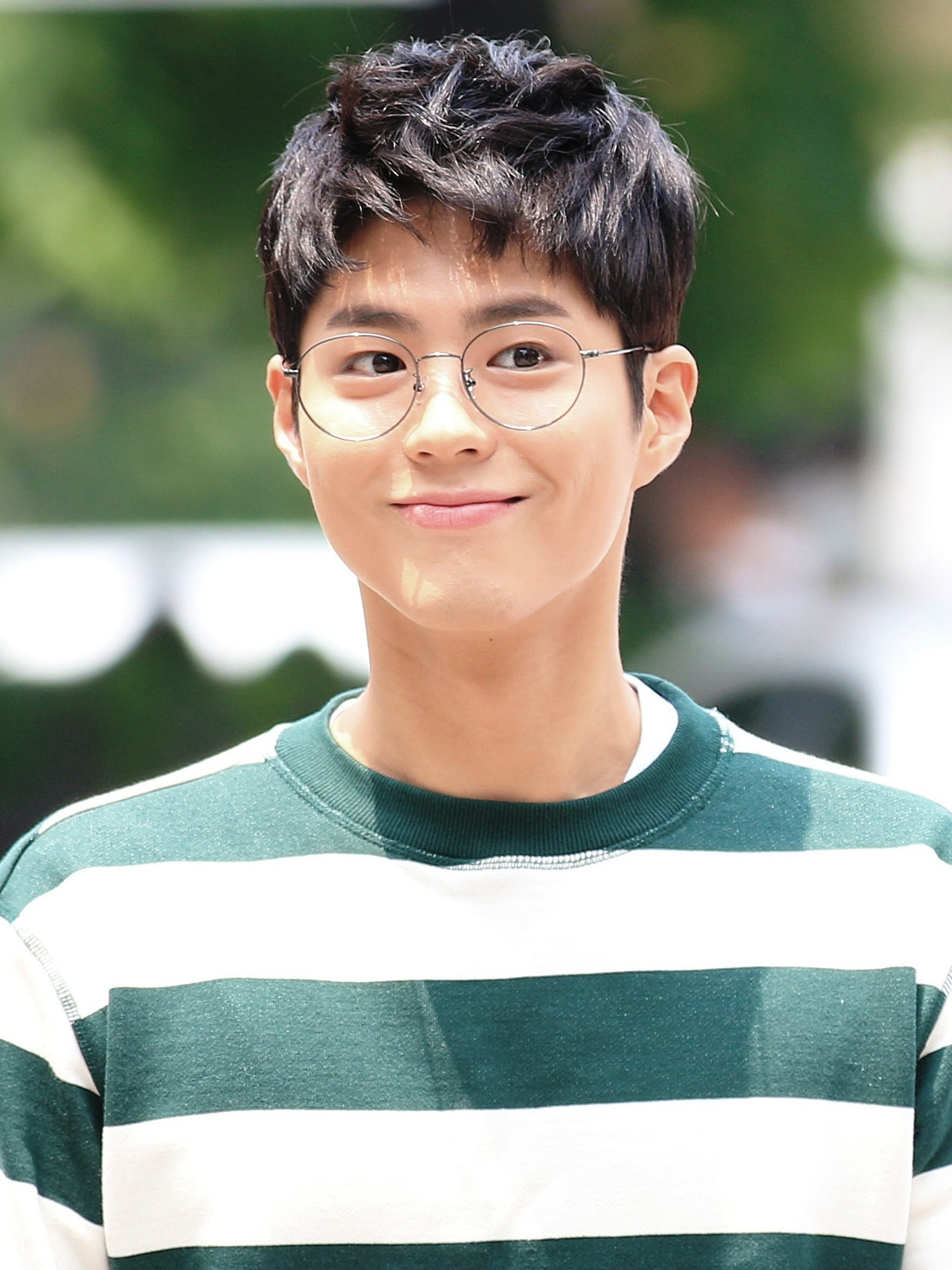
2016年

- Hero（2012年、OCN） - カン・ドンウ 役
- ワンダフル・ママ（朝鮮語版）（2013年、SBS） - コ・ヨンジュン 役
- 本当に良い時代（2014年、KBS） - カン・ドンソク（青年期） 役
- のだめカンタービレ～ネイルカンタービレ（2014年、KBS） - イ・ユンホ 役
- プロデューサー（2015年、KBS） - 本人（『ミュージックバンク』MC）役（特別出演）
- 君を憶えてる（2015年、KBS）  - チョン・ソンホ 役
- 恋のスケッチ〜応答せよ1988〜（2015年 - 2016年、tvN） - チェ・テク 役
- 雲が描いた月明り（2016年、KBS 2TV） - 主演：イ・ヨン 役
- ボーイフレンド（2018年 - 2019年、tvN） - 主演：キム・ジュニョク 役
- 梨泰院クラス（2020年、JTBC） - カメオ出演
- 青春の記録（2020年、tvN） - 主演：サ・ヘジュン 役
- おつかれさま（2025年、Netflix） - 主演：ヤン・グァンシク役[14]
- グッドボーイ（2025年、Amazon Prime Video）主演:ドンジュ役[13]

### 映画
- ブラインド（2011年） - キム・ドンヒョン 役
- チャ刑事（朝鮮語版）（2012年） - チャ刑事（青年期） 役
- 最後まで行く（2014年） - イ・ジンホ 役
- バトル・オーシャン 海上決戦（2014年） - ペ・スボン 役
- キラキラわくわく（朝鮮語版）（2015年） - ジュンウ 役
- コインロッカーの女（2015年） - パク・ソッキュン 役
- SEOBOK/ソボク（2021年） - 主演：ソボク 役

### 音楽番組
- ミュージックバンク（2015年5月1日 - 2016年6月24日、KBS 2TV） - MC ※アイリーン（Red Velvet）と共同MC

### バラエティ番組
- 花より青春3〜アフリカ編〜（2016年2月 - 3月、tvN）
- 1泊2日〜シーズン3〜（2016年8月21日 - 9月4日、KBS）
- 無限挑戦（2017年4月8日 - 22日、MBC）
- ヒョリの民宿2（2018年2月 - 3月、JTBC）
- 青春mt(2022年9月 AmazonPrimeVideo)
- My name is ガブリエル(2024年6月 Disney+)

### イベント
- KBS演技大賞（2015年） - MC
- KBS演技大賞（2016年） - MC
- 第54回百想芸術大賞（2018年） - MC
- 第55回百想芸術大賞（2019年） - MC
- 第56回百想芸術大賞（2020年） - MC

## 受賞歴

### 2015年
- KBS演技大賞 - 男性助演賞、男性人気賞
- KBS芸能大賞 - ショー娯楽部門 男性新人賞

### 2016年
- KBS演技大賞 - 男性最優秀賞、ネチズン賞、ベストカップル賞
- 第1回Asia Artist Awards - アジアスター賞、ドラマ部門 ベストスター賞
- 第1回tvN10アワーズ - tvNアジア賞
- 第5回アジア太平洋スターアワーズ - 男性新人賞
- 第4回ドラマフィーバーアワーズ - ベストライジングスター賞、ベストキス賞
- 第52回百想芸術大賞 - インスタイルベストスタイル賞
- 第16回音楽風雲榜年度授賞式 - 今年の海外最高ベストアーティスト賞
- 第11回マックスムービー 最高の映画賞 - ライジングスター賞
- スタイルアイコンアジアアワーズ - 本賞

### 2017年
- 韓国観光の星 - 功労者部門
- 第8回大衆文化芸術賞 - 文化体育観光部長官表彰
- 第12回ソウルドラマアワーズ - 韓流ドラマ男性演技賞
- 第53回百想芸術大賞 - TV部門 男性人気賞
- 第16回大韓民国国会大賞 - 演技部門
- 大韓民国ファストブランド大賞 - 特別賞
- ファッショニスタアワーズ - 今年のベスト男性部門

### 2018年
- 第66回明知大学校 電気学位授与式 - 功労賞 金賞部門

出典：ジャパン オフィシャルファンクラブ公式サイト